# Landéhen
Landéhen település Franciaországban, Côtes-d’Armor megyében. Lakosainak száma 1445 fő (2022. január 1.). Landéhen Bréhand, Saint-Trimoël és Lamballe-Armor községekkel határos.

## Népesség
A település népességének változása:
| Lakosok száma | 742  | 844  | 941  | 1218 | 1372 | 1408 | 1415 | 1425 | 1424 | 1445 |
|               | 1968 | 1982 | 1990 | 2006 | 2013 | 2015 | 2017 | 2019 | 2020 | 2022 |